# Lesná (ort i Tjeckien, Plzeň)
Lesná är en ort i Tjeckien.   Den ligger i regionen Plzeň, i den västra delen av landet, 140 km väster om huvudstaden Prag. Lesná ligger 659 meter över havet och antalet invånare är 489.
Terrängen runt Lesná är varierad, och sluttar österut. Runt Lesná är det glesbefolkat, med 8 invånare per kvadratkilometer. Närmaste större samhälle är Tachov, 8,3 km nordost om Lesná. I omgivningarna runt Lesná växer i huvudsak barrskog.